# Heroes of Might and Magic V: Dzikie hordy
Heroes of Might and Magic V: Dzikie hordy (ang. Heroes of Might and Magic V: Tribes of the East) – strategiczna gra turowa stworzona przez Nival i wydana 17 października 2007 roku przez firmę Ubisoft. Jest to dodatek do gry komputerowej Heroes of Might and Magic V.
Gra wprowadza system alternatywnych ulepszeń jednostek, nową frakcję, zaklęcia, artefakty oraz mapy. Nową frakcją są orkowie. Niektóre jednostki czerpią swoje odpowiedniki z gry Dark Messiah of Might and Magic.